# Andrzej Szpociński
Andrzej Szpociński (ur. 1942) – polski socjolog, prof zw. dr hab. profesor zastępca szefa katedry socjologii w Collegium Civitas, profesor nauk humanistycznych w Instytucie Studiów Politycznych PAN, członek Komitetu Nauk o Kulturze PAN. W okresie od 1995 do 1997 ekspert ds. programowych w Krajowej Radzie Radiofonii i Telewizji. Adiunkt w Instytucie Kultury Polskiej w latach 1982-1991

## Wybrana literatura
- Inni wśród swoich. Kultury artystyczne innych narodów w kulturze Polaków, Instytut Studiów Politycznych PAN, Warszawa 1999
- Przemiany obrazów przeszłości Polski (1948-1984) (Warszawa 1989),
- Lokalny, narodowy, ponadnarodowy. Wymiary świata kreowanego przez media (red., Warszawa 2002).